# دير طريف
دير طريف قرية فلسطينية على طرف السهل الساحلي، تقع إلى الشمال الشرقي من مدينة الرملة وتبعد عنها 10 كم ونحو ثلاث كيلو مترات الي الشرق من مطار اللد و7 كم عن مدينة اللد، كما تقع في ظاهر بيت نبالا الغربي. وقد كانت تابعة إداريا لمحافظة الرملة. لها شبكة من الطرق تسهل الاتصال بالمدن والقرى المحيطة. كما كانت تقع في جوار طريق عام يتجه شمالا إلى طولكرم، فضلا عن كونها واقعة إلى الشرق من مثلث طرق عامة تصل ما بين اللد والعباسية ويافا. وعزَّر اتصال القرية بمناطق المدن وصلة كانت تربط ما بينها وبين خطة سكة الحديد الممتد من الشمال الشرقي إلى الجنوب الغربي.
وقد عُد موقع القرية مطابقاً لموقع بيثاريف (Bethariph)، الذي كان معروفاً أيام الرومان. في سنة 1596، كانت دير طريف قرية في ناحية الرملة (لواء غزة)، وعدد سكانها 270 نسمة. وكانت تؤدي الضرائب على عدد من الغلال كالقمح والشعير والسمسم والفاكهة، بالإضافة إلى عناصر أُخرى من الإنتاج والمستغلات كالماعز وخلايا النحل وكروم العنب.

## التضاريس، الزراعة، التعداد السكاني والتعليم
ترتفع دير طريف (75-100) متر عن سطح البحر ومساحتها (51) دونماً.
ولها أراض مساحتها (8756) دونماً منها 370 للطرق والوديان ولا يملك اليهود فيها أي شبر.أما الزراعة فكانت بعلية ومروية، وكانت مياه الري تستمد من عدة آبار ارتوازية حُفرت في جانبي القرية الجنوبي والشمالي الغربي. في 1944/1945، كان ما مجموعه 1410 من الدونمات مخصصاً للحمضيات والموز وغرس الزيتون في (714) دونماً، و5981 دونماً للحبوب، و486 دونماً مروياً أو مستخدماً للبساتين.
كان في دير طريف في عام 1922م (836) نسمة وفي عام 1931 م بلغوا 1246 615 ذ. و631 ن مسلمون ولهم 291 بيتاً. وفي عام 1948 م قدروا ب 2030 عربياً. ويبلغ مجموع اللاجئين من هذه القرية في عام 1998 حوالي 12466.
في أواخر القرن التاسع عشر، كات دير طريف مزرعة صغيرة على طرف أحد السهول. وكانت على شكل شبه المنحرف، ومنقسمة إلى نصفينن نصف شرقي ونصف غربي، تفصل أرض بائرة بينهما. وكان معظم منازلها مبنياً بالطوب. وقد تسارع بناء المنازل في أواخر فترة الانتداب تقريباً، ولا سيما في النصف الشرقي من القرية. وكان سكان دير طريف في معظمهم من المسلمين، ولهم فيها مسجد يصلّون فيه وبضعة متاجر ومدرسة ابتدائية أُسست في سنة 1920 بمعلم واحد. وفي عام 1947 1948 م بلغ عدد معلميها أربعة. تدفع القرية رواتب ثلاثة منهم. واما عدد الطلاب فقد بلغ 171 طالباً. وفيها مكتبة ضمت 232 كتاباً. وفي دير طريف (290) رجلاً يلمون بالقراءة والكتابة.
وكانت القرية مبنية على هضبة تغطي موقعاً رومانياً، وُجدت فيه آثار أبنية دارسة وبقايا مصنوعات قديمة وعقود ومعصرة خمر وقطع معمارية وناووس وشقف فخار على سطح الأرض ومدافن ومغر وصهريج منقور في الصخر

## احتلالها وتهجير سكانها
أول هجوم على القرية مدوّية ذكرته صحيفة فلسطين، التي قالت إن القوات اليهودية استخدمت طائرة لإلقاء القنابل على دير طريف في 14 نيسان/أبريل 1948. وقد أدت هذه الغارة الجوية إلى جرح خمسة أشخاص، بينهم طفل في الثانية من عمره.
احتُلت القرية مرتين في سياق عملية داني. وكانت أول مرة حين استولت وحدات من اللواء المدرع وكتيبة مشاة من لواء كرياتي على القرية في 9 تموز/يوليو 1948، عند بداية العملية. لكن ما أن دخلت الوحدات الإسرائيلية القرية حتى أُرغمت على الانسحاب من جراء ((هجوم مضاد عنيف)) شنّه الجيش العربي الأردني؛ وذلك استناداً إلى ((تاريخ حرب الاستقلال)). ويذكر المصدر نفسه أنه بعد يومين، أي في 11 تموز/يوليو، نجحت كتيبة المغاوير التاسعة من اللواء المدرع في احتلال مواقع محيطة بدير طريف، وفي دحر المدافعين عنها من الجيش العربي في اتجاه قرية بدرس. وبذلك تم الالتفاف حول دير طريف موقتاً، لكنها احتلّت ثانية بُعيد ذلك- في أرجح الظن- عند الإعداد للهجوم على مدينتي اللد والرملة. ويشير المؤرخ الإسرائيلي بني موريس إلى أن سكان القرية هُجروا من جراء الهجوم الإسرائيلي في 10 تموز/يوليو. وهذا موافق لما جاء الهجوم لصحيفة نيويورك تايمز ذكر أن القرية احتُلت في وقت ما بعد محاولة عربية للاستيلاء على ويلهلما؛ هي مستعمرة زراعية أسسها رهبان تمبلار (Templars) الألمان (الهيكليون) قبل الحرب العالمية الأولى. وقد وقعت دير طريف أخيراً في قبضة الإسرائيليين في 13 تموز/يوليو، بعد قتال شديد دار حولها وحول جارتها بيت نبالا.
وبعد سقوط الرملة واللد بيد القوات الصهيونية في صيف عام 1948 م أخذت بالتقدم إلى الامام للوصول إلى المناطق الجبلية. وفي دير طريف نشبت معركة ذكرها صاحب النكبة (4 480) بقوله: «كاد الجيش العربي ينتصر فيها على اليهود، وقد استولى على أربعة من مدافعهم الرشاشة ومدفع آخر من عيار سبعة أرطال، كما استولى على مصفحة ودمر ثلاث من مصفحاتهم، الا انه عاد فاضطر لاخلاء القرية، تحت ضغط اليهود الذين كروا عليها فاحتلوها يوم العاشر من تموز بنفس السنة.
اقام الأعداء في عام 1949 م على أراضي قرية دير طريف العربية قلعتين هما:
1. بيت عريف Bei'Arif: اقيمت على خرائب القرية نفسها التي دمرها اليهود وقتلوا وشردوا سكانها. كان بها في نهاية عام 1950 م (354) يهودياً من مهاجري اليمن.
2. كفار ترومان Kefar Truman: أقيمت في ظاهر بيت عريف الجنوبي. بلغ عدد ساكنيها في عام 1965 م (271) يهودياً.
3. شوهم - مدينة صهيونية تم اقامتها على اراضي القرية عام 1991-1993.

## معرض صور

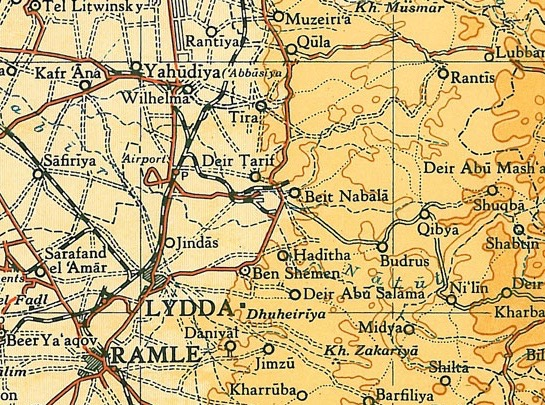
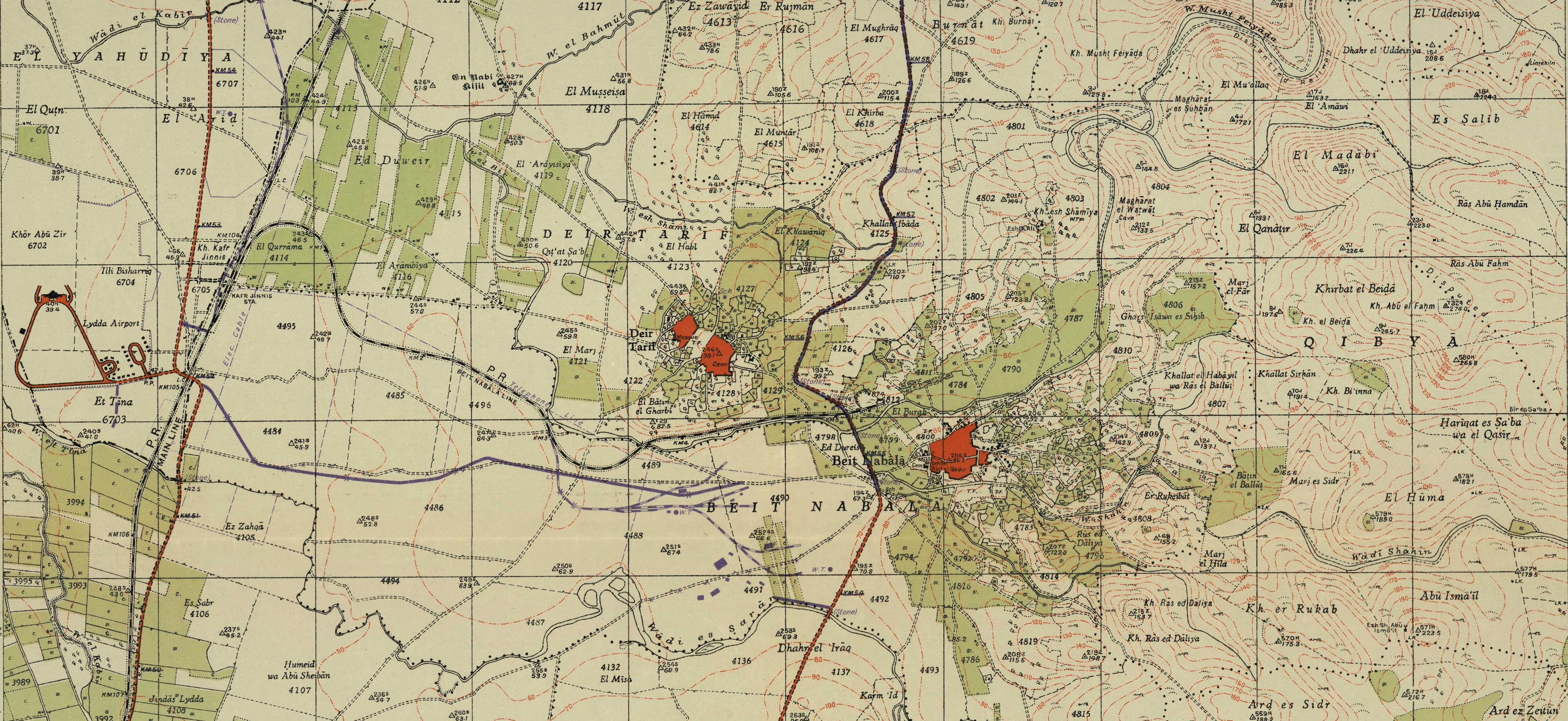
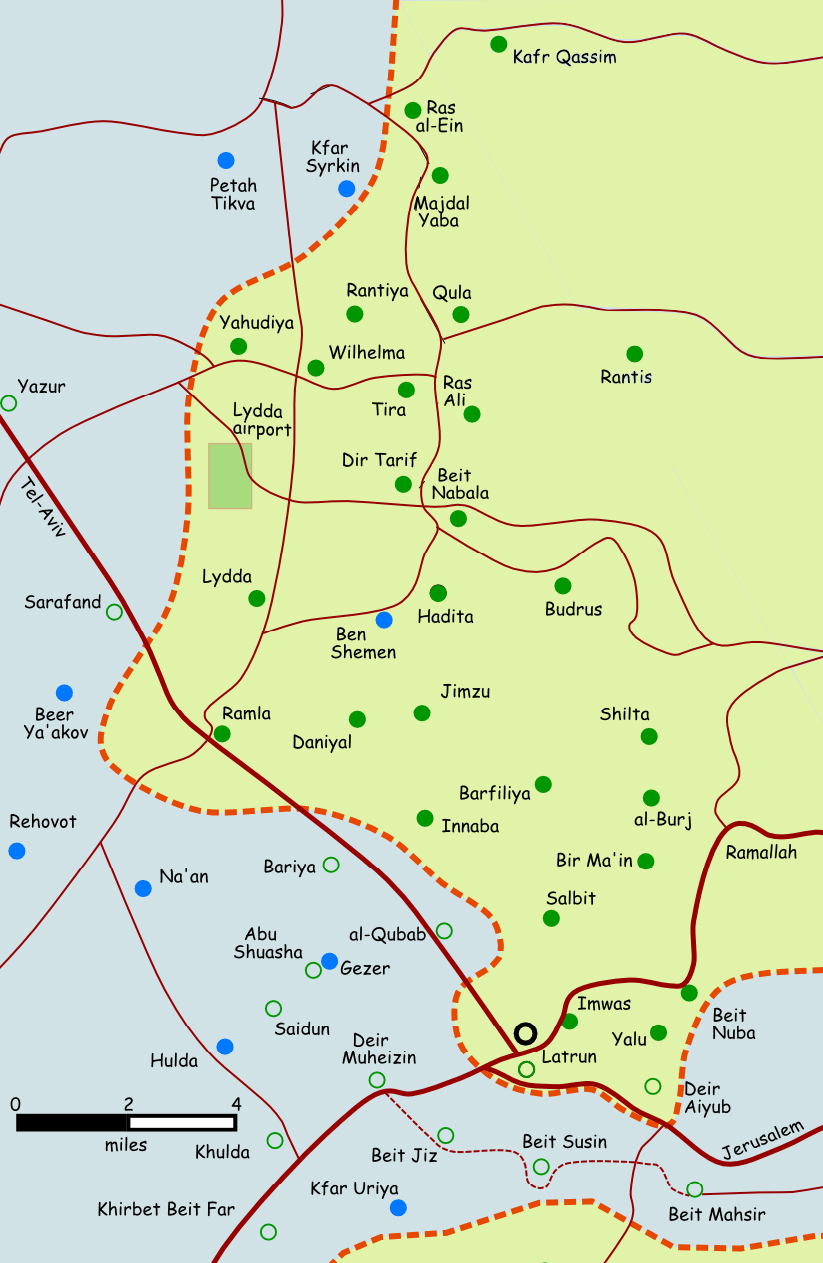